# Centrale Lage Weide
De Centrale Lage Weide is een elektriciteitscentrale in de Nederlandse gemeente Utrecht, op het bedrijventerrein Lage Weide. De eerste centrale werd hier gebouwd in 1959 door de NV PEGUS. De huidige centrale, intern bekend als Lage Weide 06, is een warmte-krachtcentrale van Eneco, gebouwd in 1995. Deze STEG-centrale bestaat uit een gasturbine met generator, een afgassenketel, een stoomturbine met een generator en diverse warmtewisselaars voor de stadsverwarming. Zij heeft een maximaal elektrisch vermogen van 266 megawatt en een maximaal thermisch vermogen van 180 megawatt.
ENECO heeft de centrale per 1 januari 2015 van NUON overgenomen.
Ongeveer 500.000 huishoudens kunnen van stroom en 50.000 huishoudens van warmte worden voorzien.
Op 12 juni 1967 liep de centrale zware schade op tijdens de munitieramp.

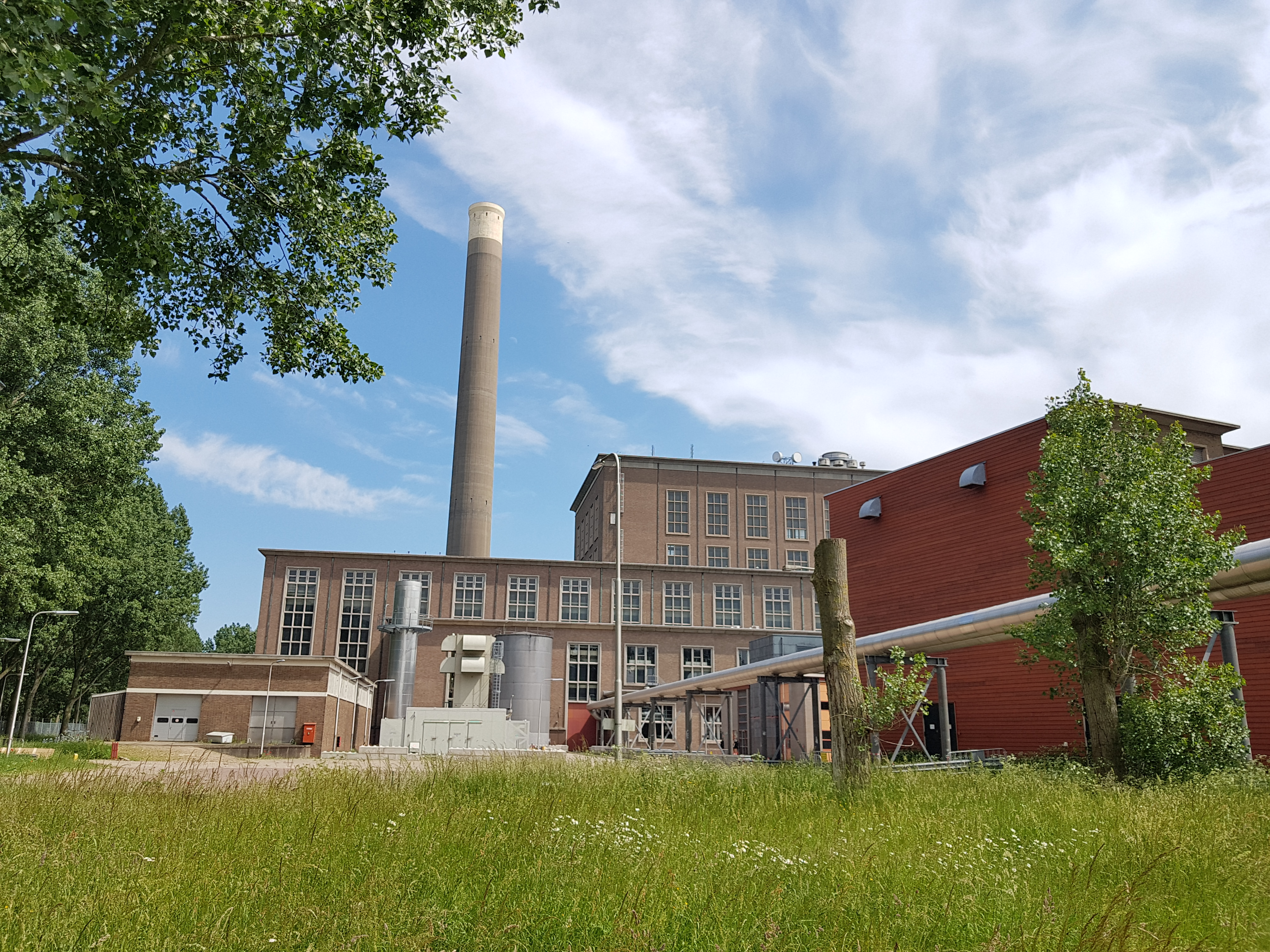
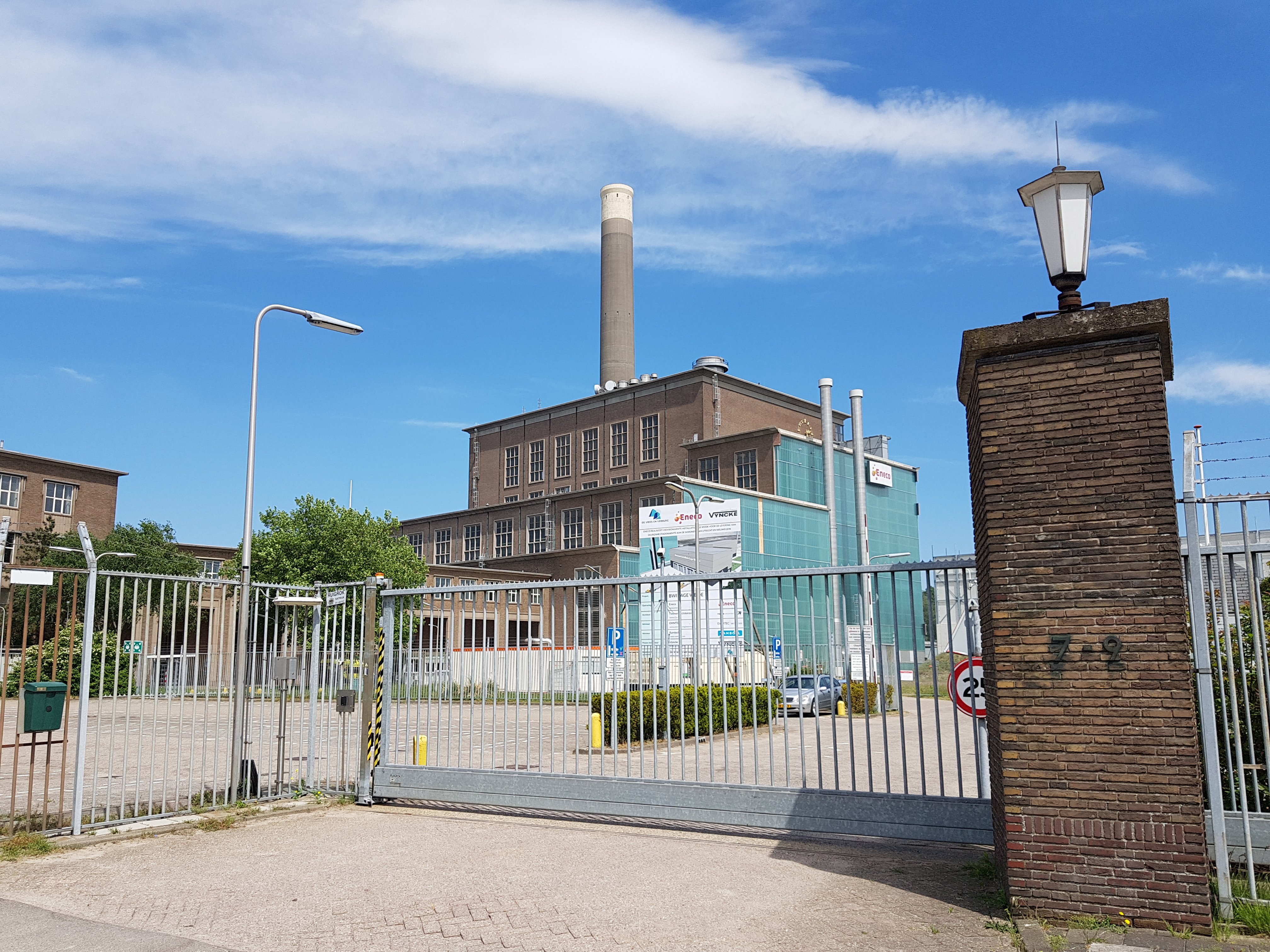